# Islands valgkredse
Islands valgkredse er de regioner, der vælger repræsentanter til Altinget. I 1999 besluttede Altinget at reducere antallet af kredse fra otte til seks. Tre af disse ligger i Hovedstadsområdet (Höfuðborgarsvæðið) dvs. selve Reykjavík (der er inddelt i to kredse), samt byens ydre forstæder og satellitbyer, der udgør Sydvestkredsen. Det øvrige Sydisland udgør én valgkredsen. Nordisland er delt i Nordøstkredsen (med Islands næststørste by Akureyri) og Nordvestkredsen, der bl.a. indbefatter Vestfjordene med Ísafjörður. Stemmerne fra samtlige valgsteder i kredsen transporteres til et centralt optællingssted, hvor de optælles samlet. På grund af de lange afstande og vejrforholdene kan dette til tider give forsinkelser i optællingen ved valg i vinterhalvåret. Optællingsstderne for provinskredsene er Selfoss i Sydkredsen, Borgarnes i Nordvestkredsen og Akureyri i Nordøstkredsen.
Der er 54 kredsmandater og 9 tillægsmandater. Kredsmandaterne var oprindelig fordelt med ni til hver valgkreds, men hvis et mandat i den "dyreste" kreds kræver dobbelt så mange stemmer som et i den "billigste" kreds flyttes der et kredsmandat til den "dyre" kreds. I takt med befolkningsforskydninger fra udkantsområderne til Reykjavík-regionen har Nordvestkredsen derfor tabt to kredsmandater til Sydvestkredsen og står til at miste yderligere et ved næste valg, da kredsen ved altingsvalget 2017 blot skulle have haft 18 færre vælgere for at måtte afgive sit ottende mandat. En valgkreds kan ifølge valgloven ikke have mindre end seks kredsmandater, så hvis Nordvestkredsen taber yderligere to mandater skal der vedtages en ny valglov.
De ni tillægsmandater er fordelt med to til hver af valgkredsene i hovedstadsområdet og et til hver af provinskredsene.

## Valgkredsene
Valgkredsene med tilhørerende kommuner:
1. Reykjavík Nord og Reykjavík Syd kredsene omfatter hver halvdelen af Reykjavík kommune - den nøjagtige grænse mellem Syd og Nord kredsene reguleres forud for hvert altingsvalg for at sikre en nogenlunde ligelig befolkningsfordling mellem kredsene.
2. Sydveskredsen:
  - Hafnarfjarðarkaupstaður, Garðabær, Álftanes, Kópavogsbær, Seltjarnarneskaupstaður, Mosfellsbær og Kjósarhreppur.
3. Sydkredsen:
  - Sveitarfélagið Hornafjörður, Skaftárhreppur, Mýrdalshreppur, Rangárþing eystra, Rangárþing ytra, Ásahreppur, Vestmannaeyjabær, Flóahreppur, Sveitarfélagið Árborg, Skeiða- og Gnúpverjahreppur, Hrunamannahreppur, Bláskógabyggð, Grímsnes- og Grafningshreppur, Hveragerðisbær, Sveitarfélagið Ölfus, Grindavíkurkaupstaður, Sandgerðisbær, Sveitarfélagið Garður, Reykjanesbær og Sveitarfélagið Vogar.
4. Nordøstkredsen:
  - Fjallabyggð, Grímseyjarhreppur, Dalvíkurbyggð, Arnarneshreppur, Hörgárbyggð, Akureyrarkaupstaður, Eyjafjarðarsveit, Svalbarðsstrandarhreppur, Grýtubakkahreppur, Þingeyjarsveit, Skútustaðahreppur, Aðaldælahreppur, Norðurþing, Tjörneshreppur, Svalbarðshreppur, Langanesbyggð, Vopnafjarðarhreppur, Fljótsdalshérað, Fljótsdalshreppur, Borgarfjarðarhreppur, Seyðisfjarðarkaupstaður, Fjarðabyggð, Breiðdalshreppur og Djúpavogshreppur.
5. Nordvestkredsen:
  - Akraneskaupstaður, Hvalfjarðarsveit, Skorradalshreppur, Borgarbyggð, Eyja- og Miklaholtshreppur, Snæfellsbær, Grundarfjarðarbær, Helgafellssveit, Stykkishólmsbær, Dalabyggð, Reykhólahreppur, Vesturbyggð, Tálknafjarðarhreppur, Bolungarvíkurkaupstaður, Ísafjarðarbær, Súðavíkurhreppur, Árneshreppur, Kaldrananeshreppur, Strandabyggð, Bæjarhreppur, Húnaþing vestra, Húnavatnshreppur, Blönduósbær, Höfðahreppur, Skagabyggð, Sveitarfélagið Skagafjörður og Akrahreppur.

| Valgkreds       | Valgberettigede (2017) | Mandater i valgkredsen (2017) | Antal vælgere per mandat (2017) |
| --------------- | ---------------------- | ----------------------------- | ------------------------------- |
| Nordøstkredsen  | 29.618                 | 10                            | 2.962                           |
| Nordvestkredsen | 21.516                 | 8                             | 2.690                           |
| Reykjavik Nord  | 46.109                 | 11                            | 4.192                           |
| Reykjavik Syd   | 45.607                 | 11                            | 4.146                           |
| Sydkredsen      | 36.154                 | 10                            | 3.615                           |
| Sydvestkredsen  | 69.498                 | 13                            | 5.346                           |